# Aruana
Aruana är ett släkte av spindlar. Aruana ingår i familjen hoppspindlar.
Kladogram enligt Catalogue of Life:
| Aruana | \| \| Aruana silvicola \| \| \| \| \| \| Aruana vanstraeleni \| \| \| \| |
|        | \| \| Aruana silvicola \| \| \| \| \| \| Aruana vanstraeleni \| \| \| \| |
|        | Aruana silvicola                                                         |
|        |                                                                          |
|        | Aruana vanstraeleni                                                      |
|        |                                                                          |